# Teklinów (Łódź)
Pour les articles homonymes, voir Teklinów.
Teklinów est une localité polonaise de la gmina et du powiat de Wieruszów en voïvodie de Łódź.